# Добија (Горица)
Добија је насеље у Италији у округу Горица, региону Фурланија-Јулијска крајина.
Према процени из 2011. у насељу је живело 325 становника. Насеље се налази на надморској висини од 6 м.